# Bergheim (Tannhausen)
Bergheim ist ein Weiler der Gemeinde Tannhausen im Ostalbkreis in Baden-Württemberg.

## Beschreibung
Der Weiler Bergheim liegt etwa zwei Kilometer östlich von Tannhausen an der Landstraße L 1076 nach Rühlingstetten in Bayern, dessen Landesgrenze nur etwa einen halben Kilometer entfernt ist. Straße und Ort liegen auf dem flachen Hügelrücken zwischen den Quellgebieten des Wörnitz-Zuflusses Hasselbachs im Norden und des Mauchgrabens im Süden, der über die Mauch und die Eger weiter abwärts ebenfalls in die Wörnitz entwässert.
Naturräumlich liegt der Weiler im Vorland der östlichen Schwäbischen Alb, genauer im Härtsfeldvorland auf den Pfahlheim-Rattstädter Liasplatten.

## Geschichte
Bergheim wurde das erste Mal um 1150 erwähnt, als das Kloster Ellwangen im Ort Besitz hatte. Lehen des Augsburgischen Hochstifts kamen im 15. Jahrhundert an Dinkelsbühl. Auch die Deutschordenskommende Nürnberg war im Ort begütert. 1538 und später war der Ort dann oettingisch.